# Кристали (филм)
„Кристали“ е български игрално-телевизионен филм (социално-психологическа драма) от 1981 година на режисьора Атанас Трайков, по сценарий на Лада Галина и Павел Матев. Оператор е Иван Велчев. Музиката във филма е композирана от Александър Бръзицов. Художник Мари-Терез Господинова..

## Актьорски състав
| Изпълнител         | Роля                                                                  |
| ------------------ | --------------------------------------------------------------------- |
| Невена Коканова    | Слава, асистентка на академик Абаджиев                                |
| Коста Цонев        | академик Седеф Абаджиев, бивш директор на химическия институт         |
| Петър Деспотов     | Кирил Клисуров, научен сътрудник и състудуент на Веселин              |
| Стефан Данаилов    | Веселин Чолаков, директор на химическия институт и състудент на Кирил |
| Соня Дюлгерова     | Ивайла Богоева, журналистка от радиото                                |
| Петя Силянова      | Косена, съпруга на Веселин                                            |
| Стойчо Мазгалов    | директорът Зидаров                                                    |
| Емилия Радева      | Ана (Ането)                                                           |
| Иван Григоров      | Доньо Донев                                                           |
| Димитър Хаджиянев  | доктор Волф, австрийски професор                                      |
| Красимира Петрова  | Виолета                                                               |
| Павел Поппандов    |                                                                       |
| Светла Стоева      |                                                                       |
| Валентина Борисова |                                                                       |
| Катя Чукова        |                                                                       |
| Иван Златарев      |                                                                       |
| Владимир Давчев    |                                                                       |
| Петър Гетов        |                                                                       |
| Красимира Дренска  |                                                                       |
| Ангелина Сарова    |                                                                       |
| Любомир Миладинов  |                                                                       |
| Георги Черкелов    |                                                                       |